# Gabinete Sturgeon I
Nicola Sturgeon formó el Gabinete Srurgeon I el 20 de noviembre de 2014, tras la dimisión del anterior Primer ministro del SNP, Alex Salmond. Sturgeon, que había sido vice primera ministra bajo Salmond, fue elegida para sucederlo por la mayoría del SNP en el Parlamento Escocés el 19 de noviembre de 2014, antes de prestar juramento oficialmente ante jueces superiores en el Tribunal de Sesión al día siguiente.

## Apoyo parlamentario

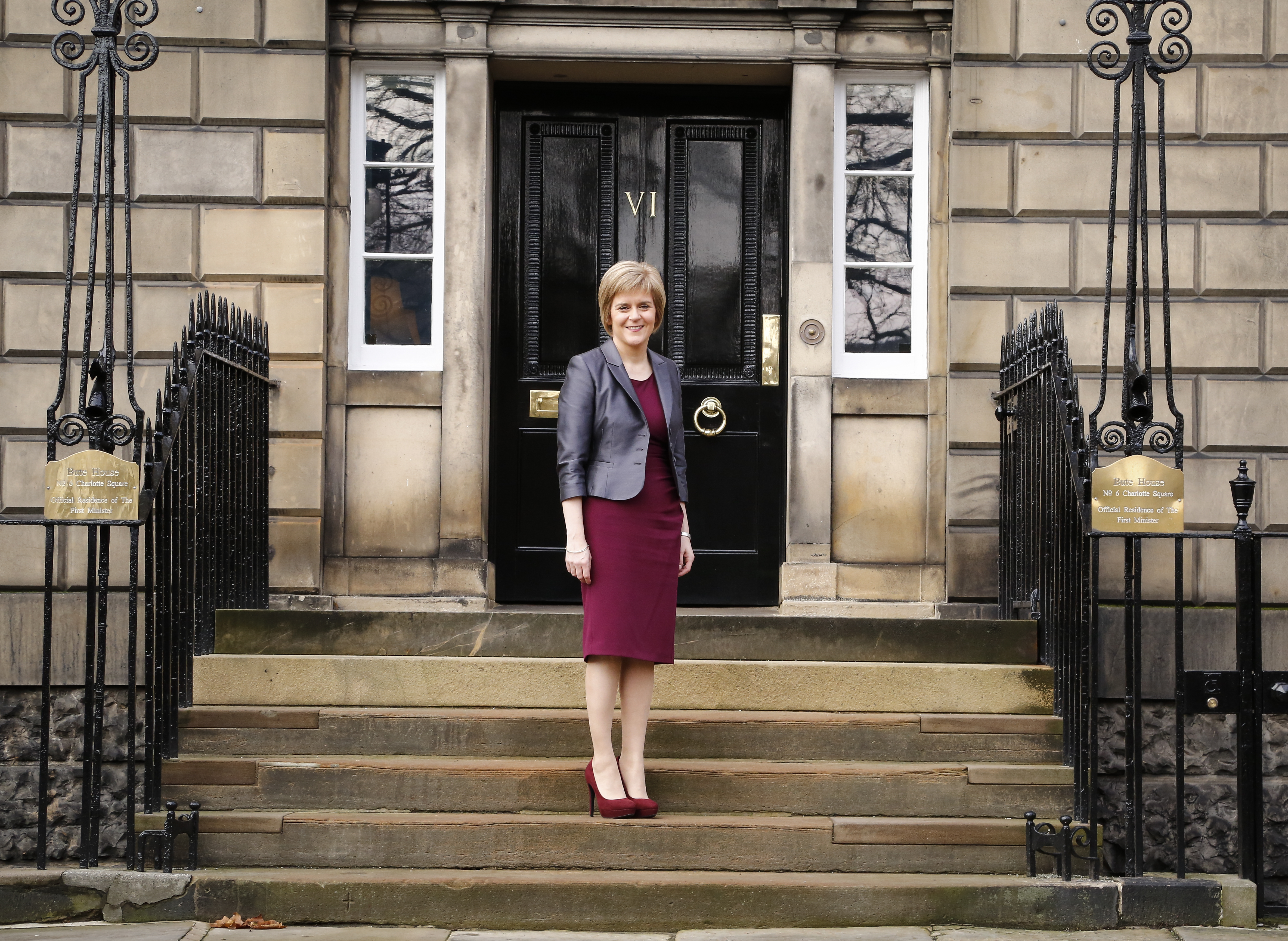
Sturgeon fuera de Bute House en Edimburgo tras su nombramiento como primera ministra, 2014

| Cámara             | Candidato       | Fecha                                            | Voto |    |    |    |   |   | Ind. | Total  |
| ------------------ | --------------- | ------------------------------------------------ | ---- | -- | -- | -- | - | - | ---- | ------ |
| Parlamento Escocés | Nicola Sturgeon | 20 de noviembre de 2014 Mayoría simple requerida | Sí   | 69 |    |    |   |   |      | 69/129 |
| Parlamento Escocés | Nicola Sturgeon | 20 de noviembre de 2014 Mayoría simple requerida | No   |    | 37 | 15 | 5 | 2 | 1    | 60/129 |
| Parlamento Escocés | Nicola Sturgeon | 20 de noviembre de 2014 Mayoría simple requerida | Abs. |    |    |    |   |   |      | 0/129  |

## Composición
| Partido político                                                 | Partido político                                             | Partido Nacional Escocés                                                              |       |       |
| Partido político                                                 | Partido político                                             | Independiente                                                                         |       |       |
| Nombre                                                           | Nombre                                                       | Cargo                                                                                 | Cargo | Ref.  |
| Ministra Principal de Escocia                                    |                                                              |                                                                                       |       |       |
| Nicola Sturgeon 20 de noviembre de 2014 - 18 de mayo de 2016     |                                                              | Ministra Principal de Escocia                                                         |       | [ 1 ] |
| Viceministro Principal de Escocia                                |                                                              |                                                                                       |       |       |
| John Swinney 21 de noviembre de 2014 - 18 de mayo de 2016        |                                                              | Viceministro Principal de Escocia                                                     |       | [ 1 ] |
| John Swinney 21 de noviembre de 2014 - 18 de mayo de 2016        | Secretario del Gabinete de Finanzas, Constitución y Economía |                                                                                       |       | [ 1 ] |
| Ministros                                                        |                                                              |                                                                                       |       |       |
| Keith Brown 21 de noviembre de 2014 - 18 de mayo de 2016         |                                                              | Secretario del Gabinete de Infraestructura, Inversión y Ciudades                      |       | [ 1 ] |
| Roseanna Cunningham 21 de noviembre de 2014 - 18 de mayo de 2016 |                                                              | Secretaria del Gabinete para Trabajo Justo, Habilidades y Capacitación                |       | [ 1 ] |
| Angela Constance 21 de noviembre de 2014 - 18 de mayo de 2016    |                                                              | Secretaria del Gabinete de Educación y Aprendizaje Permanente                         |       | [ 1 ] |
| Shona Robison 21 de noviembre de 2014 - 18 de mayo de 2016       |                                                              | Secretaria del Gabinete de Salud, Bienestar y Deporte                                 |       | [ 1 ] |
| Alex Neil 21 de noviembre de 2014 - 18 de mayo de 2016           |                                                              | Secretario del Gabinete de Justicia Social, Comunidades y Derechos de los Pensionados |       | [ 1 ] |
| Michael Matheson 21 de noviembre de 2014 - 18 de mayo de 2016    |                                                              | Secretario del Gabinete de Justicia                                                   |       | [ 1 ] |
| Richard Lochhead 21 de noviembre de 2014 - 18 de mayo de 2016    |                                                              | Secretario del Gabinete de Medio Rural, Alimentación y Medio Ambiente                 |       | [ 1 ] |
| Fiona Hyslop 21 de noviembre de 2014 - 18 de mayo de 2016        |                                                              | Secretaria del Gabinete de Cultura, Europa y Asuntos Exteriores                       |       | [ 1 ] |
| Asisten al Gabinete                                              |                                                              |                                                                                       |       |       |
| Leslie Evans 21 de noviembre de 2014 - 18 de mayo de 2016        |                                                              | Secretaría Permanente                                                                 |       | [ 1 ] |
| George Adam 21 de noviembre de 2014 - 18 de mayo de 2016         |                                                              | Ministro de Asuntos Parlamentarios                                                    |       | [ 1 ] |
| Frank Mulholland 21 de noviembre de 2014 - 18 de mayo de 2016    |                                                              | Lord Advocate                                                                         |       | [ 1 ] |

### Ministros Permanentes
| Cargo                                                          | Nombre | Nombre           | Nombre | Término   |
| -------------------------------------------------------------- | ------ | ---------------- | ------ | --------- |
| Ministro de Empresa, Energía y Turismo                         |        | Fergus Ewing     |        | 2014-2016 |
| Ministro de Asuntos Parlamentarios                             |        | Joe Fitzpatrick  |        | 2014-2016 |
| Ministro de Transportes e Islas                                |        | Derek Mackay     |        | 2014-2016 |
| Ministra de Empleo de la Mujer y la Juventud                   |        | Annabelle Ewing  |        | 2014-2016 |
| Ministra de la Infancia y la Juventud                          |        | Aileen Campbell  |        | 2014-2016 |
| Ministro de Aprendizaje, Ciencia e Idiomas de Escocia          |        | Alasdair Allan   |        | 2014-2016 |
| Ministro de Salud Pública                                      |        | Maureen Watt     |        | 2014-2016 |
| Ministro de Deportes, Mejora de la Salud y Salud Mental        |        | Jamie Hepburn    |        | 2014-2016 |
| Ministro de Gobierno Local y Empoderamiento Comunitario        |        | Marco Biagi      |        | 2014-2016 |
| Ministra de Vivienda y Bienestar                               |        | Margaret Burgess |        | 2014-2016 |
| Ministro de Seguridad Comunitaria y Asuntos Legales            |        | Paul Wheelhouse  |        | 2014-2016 |
| Ministra de Medio Ambiente, Cambio Climático y Reforma Agraria |        | Aileen McLeod    |        | 2014-2016 |
| Ministro de Europa y Desarrollo Internacional                  |        | Humza Yousaf     |        | 2014-2016 |

### Oficiales de la Ley Escocesa
| Cargo                          | Nombre | Nombre           | Nombre | Término   |
| ------------------------------ | ------ | ---------------- | ------ | --------- |
| Lord Advocate                  |        | Frank Mulholland |        | 2011–2016 |
| Procuradora General de Escocia |        | Lesley Thomson   |        | 2011–2016 |